# Нижнедобринское сельское поселение (Жирновский район)
Нижнедо́бринское се́льское поселе́ние — муниципальное образование в составе Жирновского района Волгоградской области. В его состав входит одно село Нижняя Добринка, которое является его центром.

## География
От пересечения границ сельских поселений Верхнедобринское, Нижнедобринское и городского поселения Красноярское граница проходит на восток вдоль полевой дороги 0,8 км, на северо-восток по полевой дороге вдоль лесополосы — 1,7 км, в том же направлении, пересекая болото Крутые Ясли, — 0,8 км; на северо-запад по пашне — 0,7 км, на северо-восток по лесному массиву — 1,4 км, на северо-запад — 0,2 км и на северо-восток, пересекая лесной массив; затем по пастбищным угодьям вдоль леса Подштурма — 2,4 км до пересечения границ сельских поселений Верхнедобринское, Алешниковское, Нижнедобринское и городского поселения Линевское.

## История
Нижнедобринское сельское поселение образовано 21 февраля 2005 года в соответствии с Законом Волгоградской области № 1009-ОД.

## Герб
В червленом и зелёном поле, разделенном серебряной волнистой перевязью справа, с золотой главой, обремененной червленым пламенем, слева вверху золотой пучок из восьми колосьев, положенных веером и перевязанных бантом того же металла; справа внизу — золотая чаша-братина, дамасцированная в нижней её половине.

## Население
| 2010  | 2012  | 2013  | 2014  | 2015  | 2016  | 2017  |
| ----- | ----- | ----- | ----- | ----- | ----- | ----- |
| 1484  | ↘1467 | ↗1477 | ↘1452 | ↘1446 | ↘1416 | ↘1398 |
| 2018  | 2019  | 2020  | 2021  |       |       |       |
| ↘1352 | ↘1311 | ↘1300 | ↘1265 |       |       |       |

## Состав сельского поселения
| № | Населённый пункт | Тип населённого пункта       | Население |
| - | ---------------- | ---------------------------- | --------- |
| 1 | Нижняя Добринка  | село, административный центр | ↘1265     |

## Инфраструктура
На территории Нижнедобринского сельского поселения имеется средняя общеобразовательная школа, в которой обучаются 145 учащихся, детский сад, — который посещают всего 41 ребенок, МУК Нижнедобринский сельский дом культуры «Добряночка», библиотека. А также расположены ФАП, Нижнедобринское отделение Почты России, сберкасса, 8 торговых точек, баня, Храм Рождества Христова.

## Председатели Нижнедобринского сельсовета
- Хлюстов Василий Иванович, 1918—…
- Мартемьянов Пётр Степанович, 1936—1937 гг.
- Бочков Михаил Васильевич, 1945—1948 гг.
- Черняев Иван Фёдорович, 1948—1954 гг.
- Крашенинников Михаил Иванович, 1954—1959 гг.
- Осыка Илья Иванович, 1959—1961 гг.
- Журавлёв Михаил Иванович, 1961—1964 гг.
- Шеина Антонина Егорьевна, 1964—1973 гг.
- Луночкина Валентина Сергеевна, 1987—1994 гг.
- Гезиков Иван Сергеевич, 1994—1998 гг
- Варенцев Владимир Васильевич, 1998–2014гг.
- Богданов Алексей Викторович, 2014–по настоящее время

## Территориальное общественное самоуправление
В январе 2006 года по инициативе жителей на территории сельского поселения создаются и работают два ТОСа: ТОС № 1 «Гореловка» и ТОС № 2"Куток". В 2007—2008 годах ТОС № 1 «Гореловка» становится дипломантом областного конкурса «Лучшее территориальное общественное самоуправление года».